# Клдіашвілі Симон Григорович
Клдіашвілі Симон Григорович (груз. სვიმონ კლდიაშვილ; нар. 2 лютого 1865, Кутаїсі — пом. 26 травня 1920, Тбілісі) — грузинський архітектор, найбільш відомий своїми еклектичними проектами у Тбілісі, зокрема будівлею коледжу, який у 1918 році став Тбіліським державним університетом. Один з провідних фігур у грузинському русі модерну.

## Біографія
Клдіашвілі народився 2 лютого 1865 року в грузинській дворянській родині в місті Кутаїсі, яке тоді входило до складу Російської імперії. Батько — Грігол Клдіашвілі (офіцер Російської армії), а мати — Епрозіне Клдіашвілі (уроджена Кіпіані) — журналістка і театральна актриса, племінниця грузинського інтелектуала Дімітрі Кіпіані. Його молодші брати, Олександр та Андрій, були хіміками-першовідкривачами та інженерами-електриками, а сестра Маріам була оперною співачкою. Інша сестра, Ніно, була бабусею по батькові популярного актора Додо Абашидзе.
У 1895 році Симон Клдіашвілі закінчив Художнє училище в Москві і недовго займався приватною архітектурною практикою в Костромській губернії, а потім переїхав до Сухумі на посаду головного архітектора міста в 1896 році. На запрошення грузинського дворянства Клдіашвілі спроектував Грузинську дворянську гімназію в Тбілісі, де зараз знаходиться головний корпус  Тбіліського державного університету, у 1899 році і керував її будівництвом до 1906 року. Автор кількох еклектичних і модернових будівель у центрі Тбілісі, а також відреставрував у 1902 році особняк князів Кобулашвілі, де зараз знаходиться Тбіліська академія мистецтв. Крім того, він супроводжував археолога Еквтиме Такаїшвілі в його експедиціях до Тао-Кларджеті в 1902 році та Рача-Лечхумі в 1910 році. Помер у 1920 році і похований у Дідубецькому пантеоні в Тбілісі.

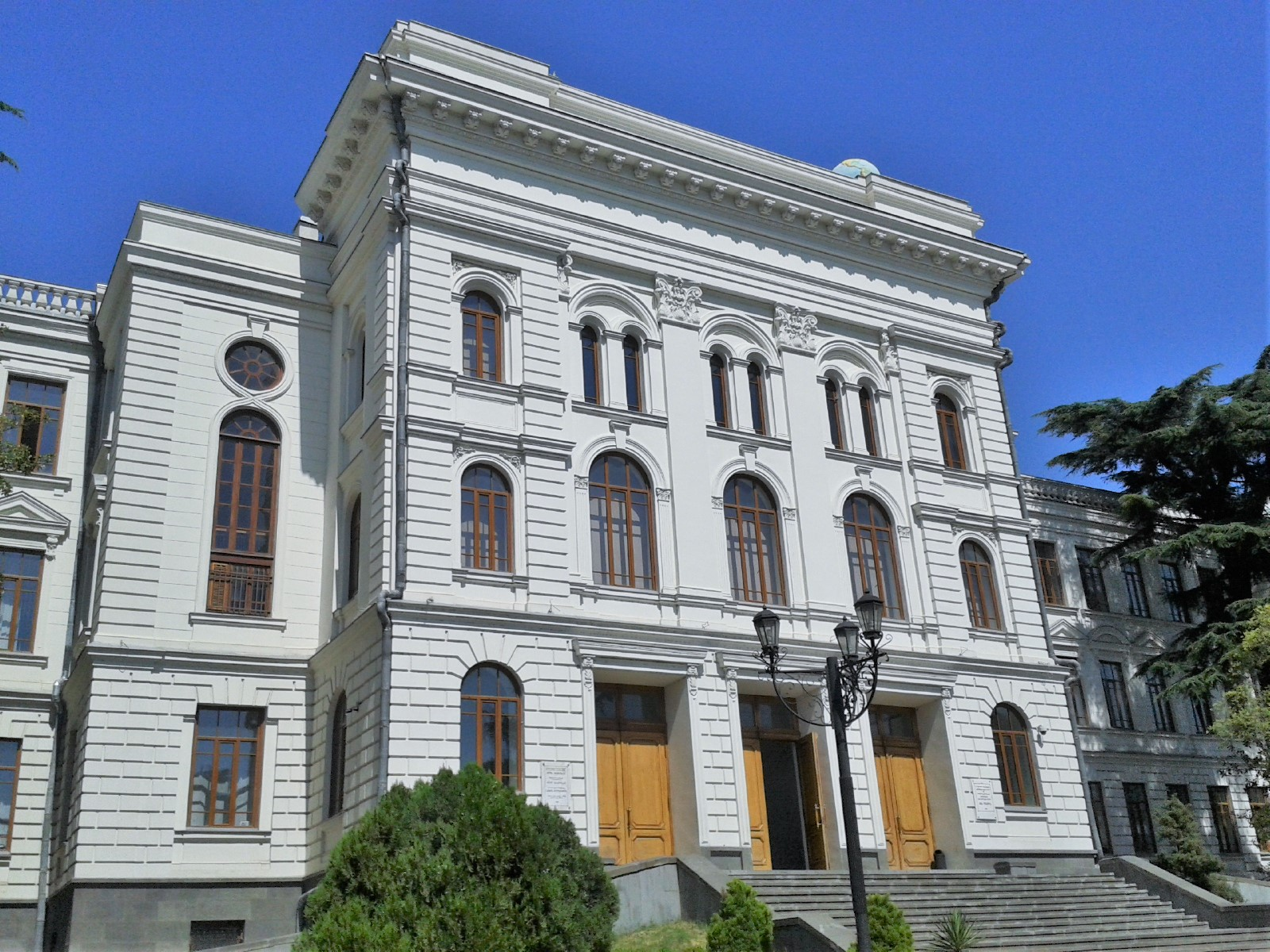
Тбіліський державний університет. Архітектор: С. Клдіашвілі, 1899—1906.